# The First Minute of a New Day
The First Minute of a New Day è un album dell'artista statunitense Gil Scott-Heron e del tastierista Brian Jackson, pubblicato nel 1975.
| Recensione       | Giudizio   |
| ---------------- | ---------- |
| AllMusic         | [ 1 ]      |
| Robert Christgau | B          |
| Houston Press    | favorevole |
| Rolling Stone    | favorevole |

## Tracce
Lato 1
Testi di Gil Scott-Heron, Brian Jackson (tracce 1-3 e 5), Danny Bowens (traccia 3), Bob Adams (traccia 3).
1. Offering – 3:34
2. The Liberation Song (Red, Black and Green) – 6:18
3. Must Be Something – 5:17
4. Ain't No Such Thing as Superman – 4:13
5. Pardon Our Analysis (We Beg Your Pardon) – 8:01

Lato 2
Testi di Gil Scott-Heron (tracce 5-6 e 9), Bilal Sunni Ali (traccia 8), Brian Jackson (traccia 9).
1. Guerilla – 7:49
2. Winter in America – 6:09
3. Western Sunrise – 5:16
4. Alluswe – 5:04

## Classifiche
| Classifica (1975)         | Posizione massima |
| ------------------------- | ----------------- |
| Stati Uniti               | 30                |
| US Top R&B/Hip-Hop Albums | 8                 |